# Мєшков Олександр Григорович
Олександр Григорович Мєшков (12 липня 1927, село Середній Карачан Новохоперського повіту Воронезької губернії, тепер Грибановського району Воронезької області, Російська Федерація — 19 березня 1994, місто Москва) — радянський державний діяч, директор машинобудівного заводу в місті Електросталь, 1-й заступник міністра середнього машинобудування СРСР, заступник міністра атомної енергетики і промисловості СРСР. Кандидат у члени ЦК КПРС у 1986—1990 роках. Герой Соціалістичної Праці (18.03.1982).

## Життєпис
У 1948 році закінчив Московський інститут хімічного машинобудування.
У 1948—1954 роках працював змінним інженером, начальником лабораторії, заступником начальника зміни, начальником зміни на першому промисловому уран-графітовому реакторі, а в 1954—1955 роках — заступником головного інженера виробничого об'єднання «Маяк» в місті Челябінськ—40.
Член КПРС з 1953 року.
Один з учасників розробки першої радянської ядерної бомби і творців елементів «ядерного щита» в СРСР. Учасник робіт з отримання плутонію і тритію на промислових реакторах. У 1953 році, разом з великою групою вчених і інженерів різних організацій, нагороджений Сталінською премією за випробування термоядерної зброї.
У 1955—1965 роках працював в місті Томськ—7 на Сибірському хімічному комбінаті, потім був переведений головним інженером на гірничо-хімічний комбінат в місто Красноярськ—26, де були побудовані нові уран-графітові реактори, що стали основою Сибірської атомної станції.
У 1965—1969 роках — директор гірничо-хімічного комбінату в місті Красноярськ—26.
У 1970—1979 роках — начальник 16-го головного управління Міністерства середнього машинобудування СРСР.
У 1979—1982 роках — заступник міністра, в 1982—1986 роках — 1-й заступник міністра середнього машинобудування СРСР.
Указом Президії Верховної Ради СРСР від 18 березня 1982 року за заслуги перед атомною галуззю Мєшкову Олександру Григоровичу присвоєно звання Героя Соціалістичної Праці з врученням йому ордена Леніна і золотої медалі «Серп і Молот».
З першого дня після аварії 26 квітня 1986 року на Чорнобильській АЕС був членом урядової комісії із з'ясування причин аварії та розробці заходів по ліквідації її наслідків.
У 1986—1990 роках — директор машинобудівного заводу в місті Електросталь Московської області.
У 1990—1991 роках — заступник міністра атомної енергетики і промисловості СРСР.
З 1991 року — персональний пенсіонер союзного значення в Москві.
З квітня 1993 по березень 1994 року — заступник міністра Російської Федерації з атомної енергетики.
Помер після тривалої хвороби 19 березня 1994 року. Похований 23 березня 1994 року в Москві на Троєкуровському цвинтарі.

## Нагороди і звання
- Герой Соціалістичної Праці (18.03.1982)
- три ордени Леніна (7.03.1962; 25.10.1971; 18.03.1982)
- орден Жовтневої Революції (28.02.1975)
- орден Трудового Червоного Прапора (29.07.1966)
- орден «Знак Пошани»
- медалі
- Сталінська премія (1953)
- Ленінська премія (1965)